# Strażacki Ruch Oporu „Skała”
Strażacki Ruch Oporu „Skała” – polska konspiracyjna organizacja skupiająca strażaków, działająca w okresie od końca 1939 do końca 1943 na obszarze całego państwa polskiego.

## Historia
Została utworzona 23 grudnia 1939 w siedzibie Oddziału II Warszawskiej Straży Ogniowej w Warszawie. Objęła swoim zasięgiem większość jednostek straży pożarnej (zawodowych i ochotniczych) zarówno pod okupacją niemiecką, jak też sowiecką. Jednym z jej współorganizatorów i pierwszym komendantem głównym został płk pożarnictwa Jerzy Lgocki ps. „Jastrząb”, który oficjalnie sprawował funkcję kierownika technicznego pożarnictwa w Generalnym Gubernatorstwie, co ułatwiało kontakt z jednostkami strażackimi w terenie Po aresztowaniu płk poż. Jerzego Lgockiego przez Niemców, w styczniu 1944r. ppłk poż. Józef Mikuła, był faktycznym komendantem głównym „Skały”. Jego zastępcą był płk Stanisław Gieysztor – ówczesny komendant Warszawskiej Straży Ogniowej, a szefem sztabu – płk Leon Korzewnikjanc ps. „Doliwa”. Powołano 8 Okręgów: stołeczny, warszawsko-lubelsko-białostocki, wileński, krakowski, radomsko-częstochowski, łódzko-poznańsko-katowicki, gdyńsko-toruńsko-bydgoski i lwowski. Początkowo zamierzano stworzyć organizację masową (przyjęto założenie, że z każdej jednostki straży pożarnej powinno być zaprzysiężonych co najmniej 6 strażaków), ale nie zgodziły się na to terenowe struktury, gdyż takie rozwiązanie groziłoby szybką dekonspiracją. Organizacja popierała rząd RP na uchodźstwie i współdziałała z jego zbrojnym ramieniem w kraju, czyli ZWZ-AK.
Prowadzono działalność wywiadowczą, rozpoznawczą, zdobywano broń, ostrzegano i udzielano pomocy osobom zagrożonym, organizowano szkolenie wojskowe, przewożono broń oraz kolportowano podziemne pisma i ulotki. Do najskuteczniejszych, a zarazem najbardziej zakonspirowanych należały strażackie akcje dywersyjno-sabotażowe, prowadzone pod kryptonimem „Gaśnica”. Polegały one na takim prowadzeniu działań gaśniczych, żeby zamiast gasić pożar, skutecznie go rozprzestrzeniać. Często sami strażacy podpalali wybrane obiekty o znaczeniu militarnym, np. składy wojskowe na Okęciu, pociąg z cysternami z benzyną lotniczą na Dworcu Gdańskim w Warszawie, warsztaty i garaże SS w Warszawie. Kontakty z oficerami i innymi działaczami pożarnictwa z jednostek terenowych prowadzono poprzez Centralną Szkołę Pożarniczą w Warszawie oraz biuro kierownika Administracyjnego Pożarnictwa w magistracie stolicy. Z biegiem czasu jednak niemieckie władze policyjne zwiększyły nadzór nad działalnością straży pożarnej, ograniczyły wyjazdy służbowe, a przy wyjazdach samochodami służbowymi przydzielały policjantów niemieckich, co uniemożliwiało nawiązywanie kontaktów konspiracyjnych. Wpłynęło to na znaczne ograniczenie centralnego kierowania działalnością konspiracyjną, chociaż terenowe jednostki służby pożarniczej nadal realizowały swoje zadania. W listopadzie 1943 Strażacki Ruch Oporu „Skała” współtworzył Korpus Bezpieczeństwa, a płk Korzewnikjanc, jeden z jego współzałożycieli, został szefem sztabu Komendy Głównej KB.
Podczas powstania warszawskiego strażacy wywodzący się ze Strażackiego Ruchu Oporu „Skała” walczyli w oddziałach liniowych, zwłaszcza w szeregach Batalionu „Nałęcz” por. Stefana Kaniewskiego ps. „Nałęcz”.

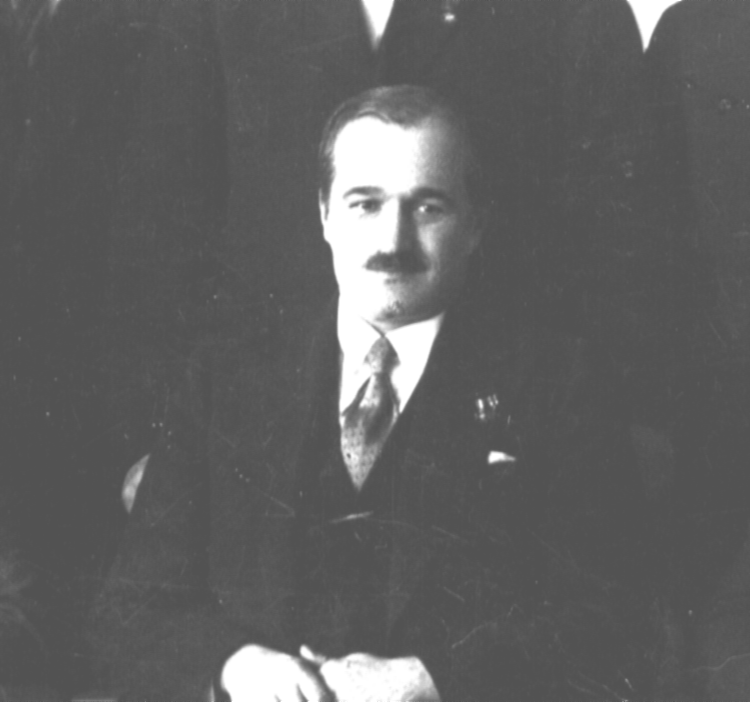
Komendant SRO płk poż. Jerzy Lgocki

Obecnie do tradycji Strażackiego Ruchu Oporu „Skała” odwołuje się 55 Olsztyńska Grunwaldzka Harcerska Drużyna Pożarnicza „Dżed”.
W 2022 rozpoczęło działalność Stowarzyszenie Pamięci Strażackiego Ruchu Oporu „Skała”, którego celem jest upamiętnienie „Skały”.